# Tidal (álbum)
Tidal é o primeiro álbum de estúdio da cantora e compositora americana Fiona Apple.
Tidal teve seis singles: "Shadowboxer", "Slow Like Honey", "Sleep to Dream", "The First Taste", "Criminal" e "Never Is a Promise". "Criminal" venceu o Grammy Award de Melhor Performance Vocal de Rock Feminina em 1998. O vídeo da música "The First Taste" nunca foi ao ar nos EUA.
Em 2008, a Entertainment Weekly colocou Tidal no 20º, entre os melhores álbuns dos últimos 25 anos (1983-2008). Em 2010, a Rolling Stone colocou-o entre os melhores álbuns da década de 1990, no 83º. Um ano depois, Slant Magazine colocou no 74º.

## Faixas
Todas as canções foram escritas por Fiona Apple.
| N.º | Título               | Duração |  |
| 1.  | "Sleep to Dream"     | 4:08    |  |
| 2.  | "Sullen Girl"        | 3:53    |  |
| 3.  | "Shadowboxer"        | 5:24    |  |
| 4.  | "Criminal"           | 5:41    |  |
| 5.  | "Slow Like Honey"    | 5:56    |  |
| 6.  | "The First Taste"    | 4:46    |  |
| 7.  | "Never Is a Promise" | 5:54    |  |
| 8.  | "The Child Is Gone"  | 4:14    |  |
| 9.  | "Pale September"     | 5:50    |  |
| 10. | "Carrion"            | 5:43    |  |